# Transatlantisches Telegrafenkabel

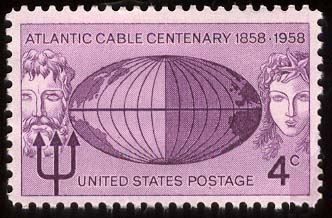
Briefmarke der US Postage anlässlich des hundertjährigen Jubiläums des Transatlantikkabels von 1858 (1958)

Transatlantische Telegrafenkabel waren in der zweiten Hälfte des 19. Jahrhunderts für die elektrische Telegrafie zwischen Nordamerika und Europa durch den Atlantik verlegte Seekabel.

## Hintergrund

Flagge der Atlantic Telegraph Company von 1856

Nach den ersten Telegrafenlinien, die in den 1830er- und 1840er-Jahren an Land gezogen und erfolgreich in Betrieb genommen wurden, kam immer stärker die Idee auf, auch Unterseekabel zu verlegen. So wurde Anfang der 1850er-Jahre die Telegrafenlinie Dover–Calais errichtet und dazu ein Kabel quer durch den Ärmelkanal gezogen. Die nächste große Herausforderung war die transatlantische Verbindung.
Der US-amerikanische Geschäftsmann Cyrus Field (1819–1892) machte sich dies zur Lebensaufgabe. Dazu gründete er im Jahr 1854 die Atlantic Telegraph Company (ATC) für New York, Neufundland und London. Zweck war die Errichtung einer unterseeischen Telegrafenlinie zwischen Neufundland und dem Vereinigten Königreich Großbritannien und Irland. Die Unternehmung startete noch im Gründungsjahr mit dem Bau einer Telegrafenleitung von New York nach Neufundland. Drei Jahre später begann der transatlantische Teil.

## Erster Versuch 1857

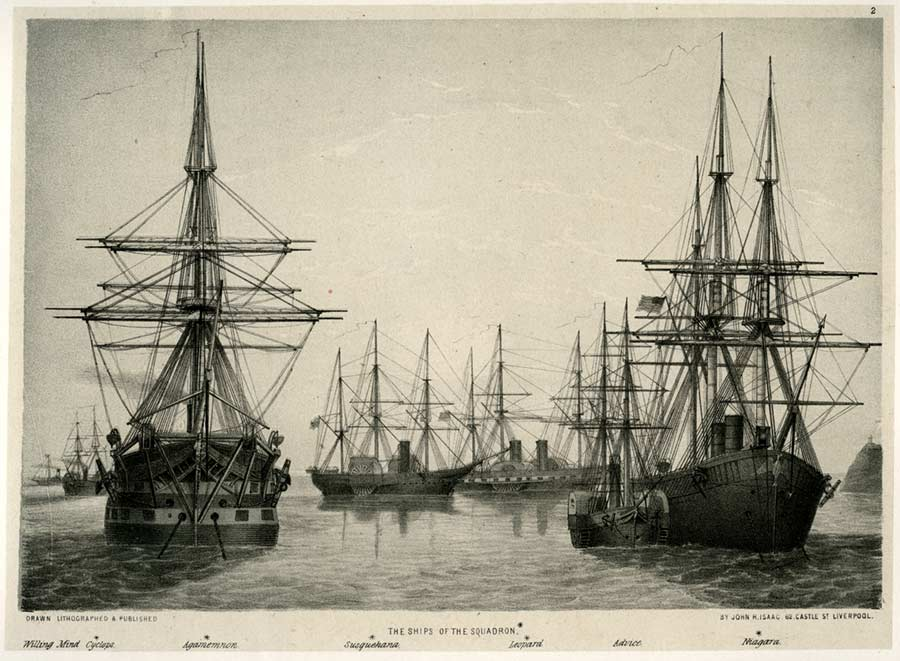
Die Flotte in Bereitschaft vor Valentia Island (1857)

Am 5. August 1857 hatte sich eine kleine Flotte in der Doulus Bay bei Valentia Island vor der irischen Westküste versammelt (siehe auch: Zeitgenössische Karte vom 5. August 1857 unter Weblinks). Darunter waren die beiden Eskortschiffe USS Susquehanna und HMS Leopard sowie die Hilfsschiffe HMS Advice, HMS Willing Mind und HMS Cyclops und die beiden Kabelleger USS Niagara und HMS Agamemnon. Jedes der beiden letzteren hatte eine Hälfte des Kabels geladen. Grund war, dass es damals kein ausreichend großes Schiff gab, das die gesamte Ladung hätte fassen können. Der Plan war, dass die beiden Kabelleger gemeinsam westwärts fahren sollten und die Niagara dabei ihr Kabel verlegte. In der Mitte des Atlantiks sollten die beiden Kabelhälften verbunden werden. Danach hätte die Agamemnon ihre zweite Hälfte des Kabels bis nach Neufundland gezogen.
Die ersten wenigen Kilometer des langen Kabels waren zum Schutz vor Belastungen und Gefahren in Küstennähe, wie Wellen, Strömungen, Felsen und Anker, besonders dick und stark ausgebildet. Nachdem noch keine fünf Meilen (weniger als 10 km) dieses robusten „Küstenkabels“ (englisch shore cable) verlegt worden waren, verfing es sich im Legegerät und riss. Die Flotte musste umkehren. Dem Hilfsschiff HMS Willing Mind gelang es, das versunkene Kabel zu bergen. Es konnte mit dem restlichen Küstenkabel auf der Niagara verspleißt und die Verlegung fortgesetzt werden. Anschließend wurde das Ende des Küstenkabels mit dem dünneren „Ozeankabel“ (englisch ocean cable) verspleißt und dessen Verlegung begann.
Die Unternehmung lief die folgenden sechs Tage lang plangemäß und ohne größere Probleme weiter. Bald waren 535 km verlegt und die telegrafische Verbindung zwischen Schiff und Küste stand. Die Arbeit mit dem Verlegegerät allerdings erwies sich als diffizil. Ständig mussten dessen Bremsen manuell nachjustiert werden, damit das Kabel möglichst gleichmäßig und ohne zu hohe mechanische Spannung in die See ablief. Dabei waren Schiffsgeschwindigkeit und Kabelabrollgeschwindigkeit mit der Meeresströmung in einem dynamischen Gleichgewicht zu halten.
In der Nacht des 11. August gegen 3:45 Uhr passierte das Unglück. Das Heck der Niagara war in ein Wellental geraten. Als es sich wieder hob, hätten die Bremsen umgehend gelöst werden müssen. Doch dies geschah nicht oder zu spät. Das Kabel riss und rauschte in die Tiefe. Trotz aller Mühe konnte es nicht wiedergefunden werden und musste aufgegeben werden. Das Unternehmen war gescheitert.

## Zweiter Versuch 1858

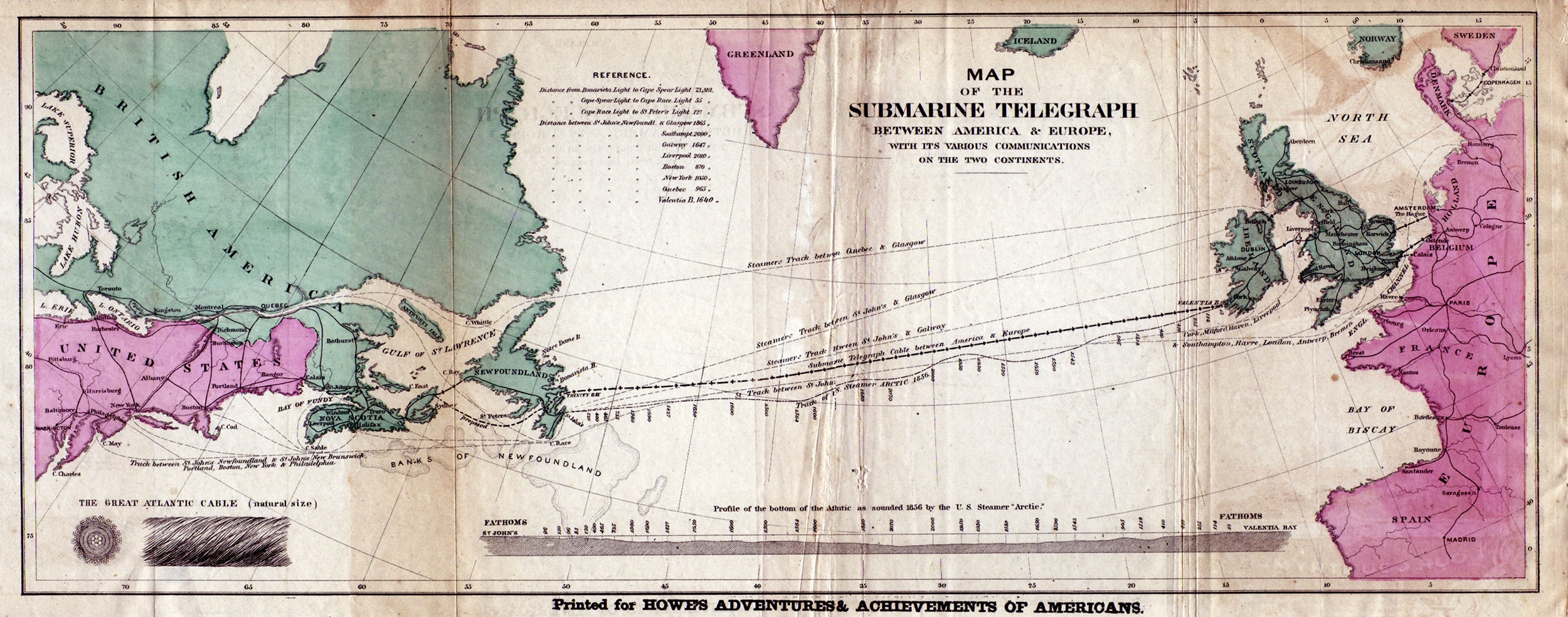
Zeitgenössische Karte zum ersten Transatlantikkabel (1858)

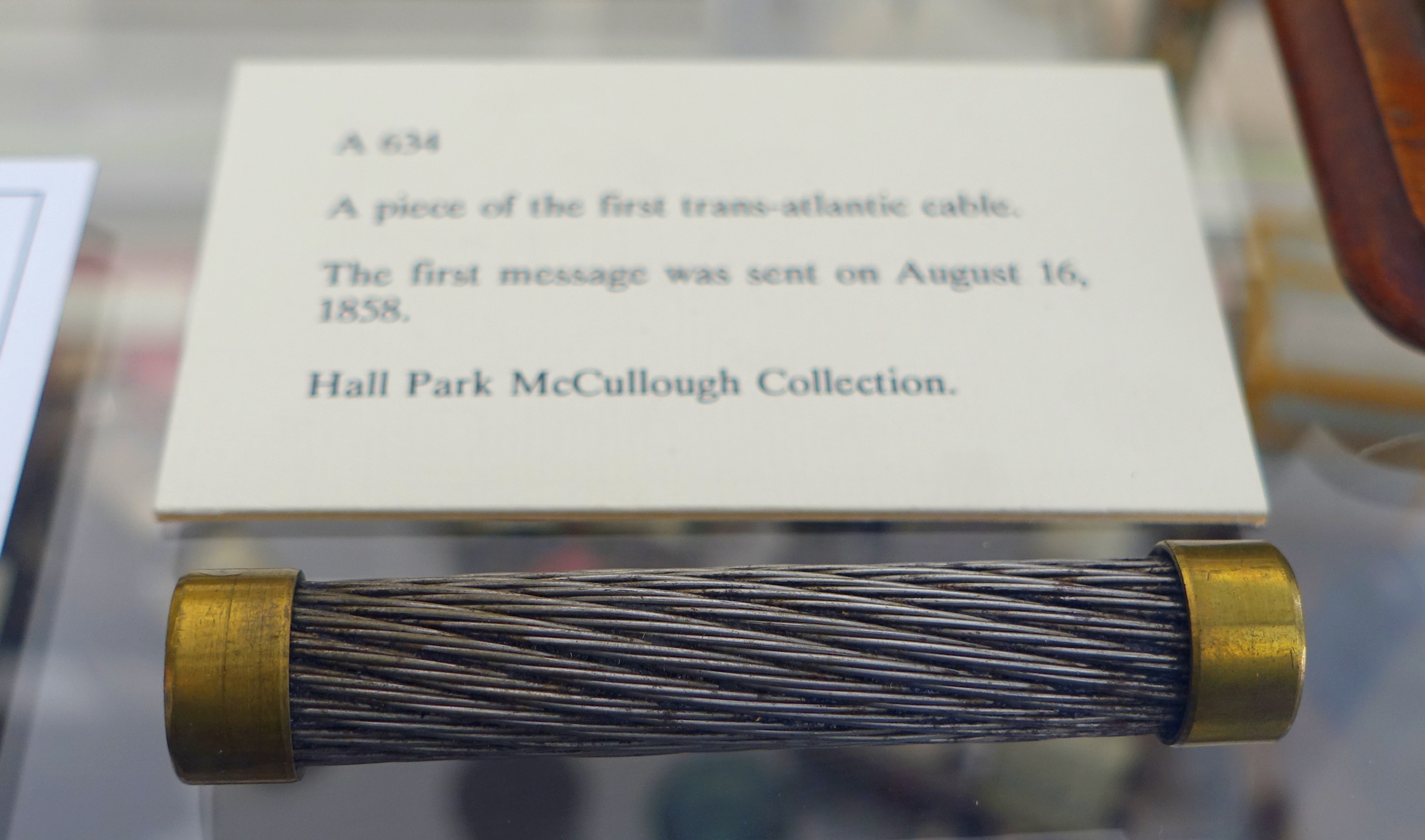
Stück des ersten Kabels von 1858

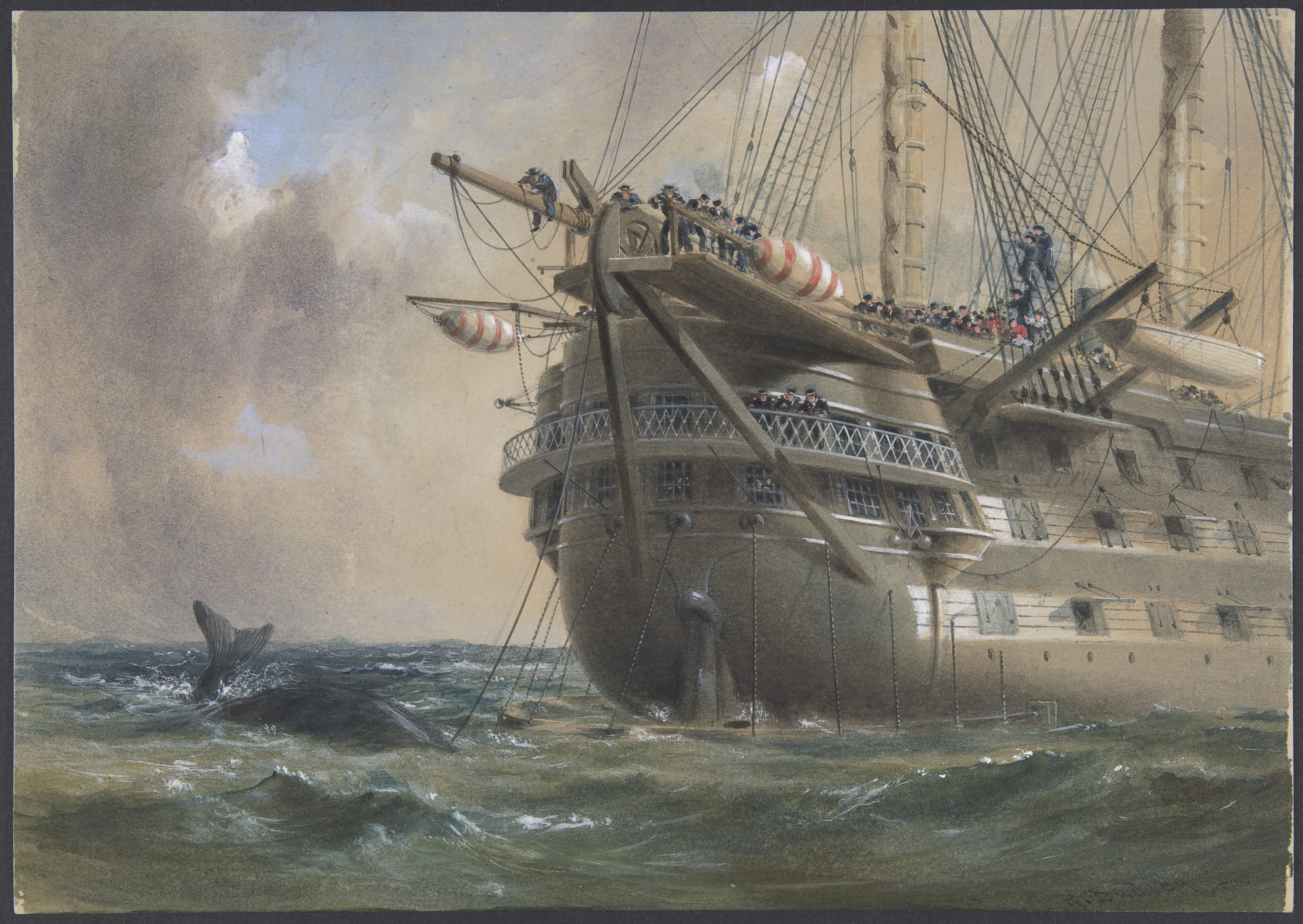
Die Agamemnon beim Verlegen des Kabels

Es dauerte bis Mitte 1858, bevor ein neuer Versuch gestartet wurde. Man hatte sich zu einer Planänderung entschlossen und begann die Verlegung in der Mitte des Atlantiks (25. Juni 1858 Startort). Dort trafen sich am 25. Juni die beiden Schiffe mit ihren Ladungen von jeweils 1600 km Kabel mit 1250 t. Die Kabelenden wurden verspleißt und das Kabel ins Wasser gelassen. Die Schiffe trennten sich und fuhren in gegensätzliche Richtungen, die Niagara nach Westen und die Agamemnon nach Osten. Über das Kabel blieben sie verbunden und konnten darüber kommunizieren.
Kaum zwei Tage später, nachdem etwa 100 km Kabel verlegt waren, wurde in der Nacht des 27. Juni gegen 3:30 Uhr auf beiden Schiffen eine Fehlfunktion der Verbindung bemerkt. Da jeweils auf dem eigenen Schiff alles in Ordnung schien, vermutete man gegenseitig den Fehler auf dem anderen. Beide kehrten zum Startpunkt zurück. Nach kurzer Beratung kam man überein, keine Zeit mit der Fehlersuche zu vergeuden. Das Kabel wurde gekappt und die an Bord befindlichen Kabelenden neu verspleißt. Daraufhin trennten sich die Schiffe wieder und gingen auf alten Kurs.
Am späten Abend des 29. Juni hatte die Agamemnon den an Deck liegenden Teil ihres Kabels nahezu vollständig abgelassen. Also musste auf die unter Deck verstaute Kabelspule zurückgegriffen werden, die das restliche Kabel trug. Dieses Manöver war während des Winters mehrfach geübt worden. Doch nun, kurz nach Mitternacht, misslang es. Das Kabel riss und ging verloren. Vermutlich hatte der vorherige Sturm das gelagerte Kabel zu stark bewegt und dabei beschädigt. Beide Schiffe, die zu diesem Zeitpunkt mehrere hundert Kilometer voneinander entfernt waren, kehrten nach Queenstown (heute: Cobh) an die Südküste Irlands zurück.
Trotz dieser Misserfolge lief man am 17. Juli 1858 ein weiteres Mal von Irland aus. Am 29. Juli, in der Mitte des Atlantiks angekommen, verband man die beiden Kabelenden und ließ das Kabel auf eine Tiefe von 2745 m ab. Daraufhin setzten beide Schiffe getrennt die Fahrt nach West und Ost fort. Die Niagara erreichte am Nachmittag des 4. August Neufundland, die Agamemnon einen Tag später um 15 Uhr Valentia Island. Die Unternehmung war erfolgreich und ein 3200 km langes Telegrafenkabel verband nun Nordamerika und Europa.
Am 9. und 10. August wurden einige Testnachrichten gesendet und am 16. August 1858 konnte die Strecke feierlich in Betrieb genommen werden. Die erste offizielle Nachricht beinhaltete:

“Glory to God in the Highest, on earth peace and good will to all men”

„Ehre sei Gott in der Höhe, Friede auf Erden und allen Menschen ein Wohlgefallen“

Unmittelbar danach wurde ein erstes Glückwunsch-Telegramm von Queen Victoria an Präsident Buchanan übertragen. Aufgrund der schlechten Signalqualität sah man sich gezwungen, die Übertragungsrate drastisch zu reduzieren. So dauerte es fast 16 Stunden, bis die 98 Wörter der Grußbotschaft der Queen endlich empfangen waren. Dennoch war es eine gewaltige Verbesserung der Übertragungsgeschwindigkeit, verglichen mit den üblichen rund zehn Tagen, die die traditionelle Nachrichtenübermittlung mithilfe von Dampfschiffen benötigte.

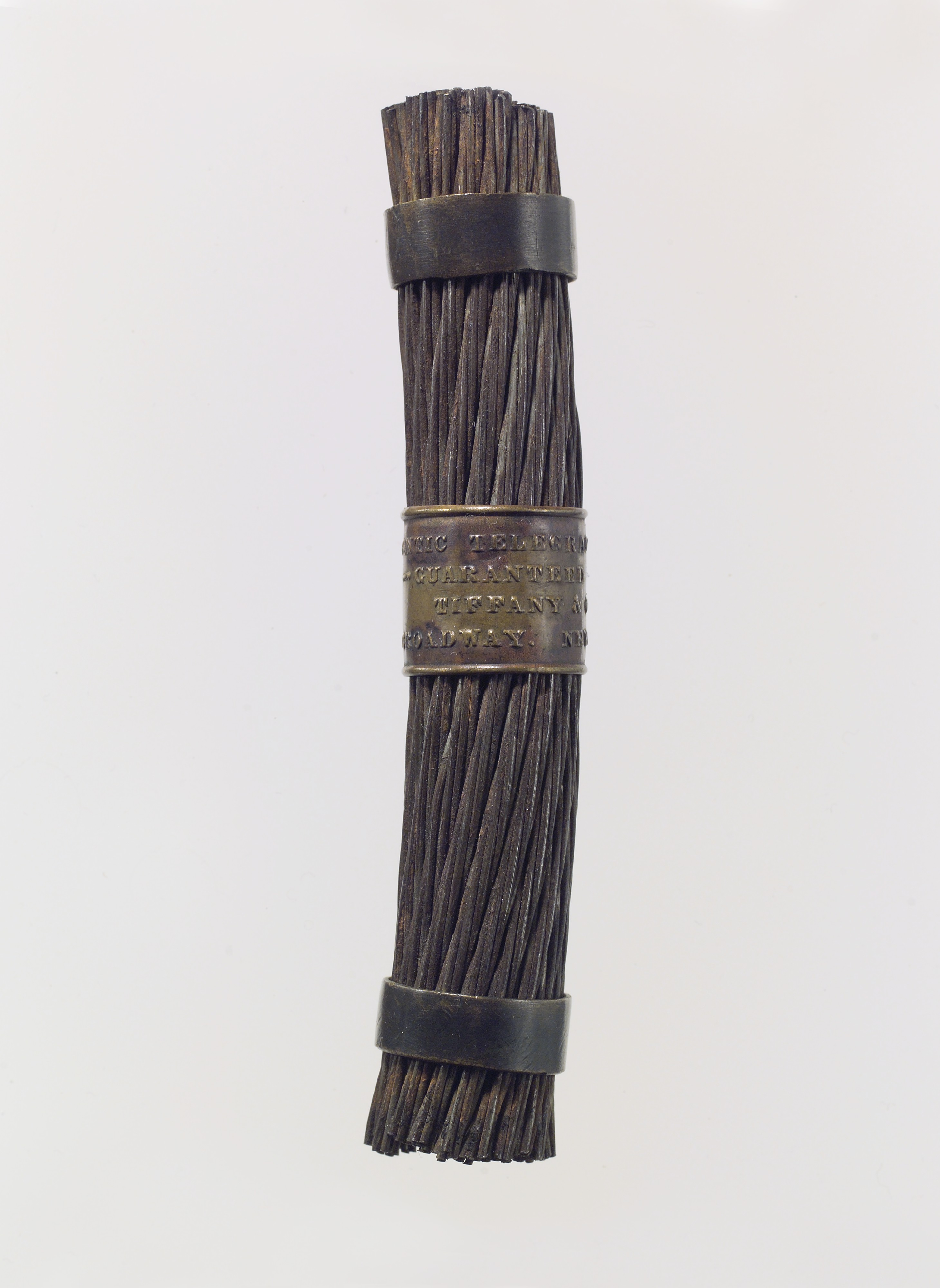
Kabel-Souvenir (um 1858)

Die Presse auf beiden Seiten des Atlantiks hatte dieses Großereignis aufmerksam verfolgt und detailliert darüber berichtet. Die Begeisterung nach dem grandiosen Erfolg war entsprechend riesig. In New York City gab es eine Parade und Feuerwerk sowie zahllose Empfänge, Feierlichkeiten und Festreden. An der Londoner Börse verdoppelte sich der Aktienwert der ATC. Beim Einlaufen der Niagara im Hafen von New York hatte diese noch hunderte Kilometer restliches Kabel an Bord, das komplett von Tiffany & Co., dem 1837 dort gegründeten Juwelier, aufgekauft wurde. Es wurde in 10 cm lange Stücke zerschnitten, an beiden Enden mit einer Messinghülse sowie einer entsprechenden Plakette in der Mitte versehen und als Souvenir vermarktet (Bild).
Nach diesem Sturm der Begeisterung wurde es in den nachfolgenden Wochen zunehmend ruhiger um das Kabel. Und das ist durchaus auch wörtlich zu nehmen, denn die Signalstärke, ohnehin nicht so hoch wie erhofft, nahm stetig weiter ab. Die Signale waren bald kaum noch wahrzunehmen und am 1. September, nach gut drei Wochen und insgesamt 732 übermittelten Telegrammen, waren sie völlig verschwunden. Die Schuld daran wurde Wildman Whitehouse (1816–1890) zugewiesen. Von Beruf Chirurg und aus Leidenschaft Elektroexperimentator, besaß er eine Reihe von Patenten zu telegrafischen Apparaturen. Er war der Verantwortliche für Test und Betrieb der Telegrafenlinie auf der europäischen Seite. Im Bestreben, die Signalstärke auf der Empfangsseite zu verbessern, hatte er die elektrische Spannung auf der Sendeseite auf bis zu 500 V oder gar 2000 V erhöht. Nach damaliger allgemeiner Einschätzung hatte dies das Kabel irreparabel zerstört.
Inzwischen gibt es auch andere Ansichten dazu. Anhand geborgener Kabelreste lässt sich feststellen, dass die Kupferseele alles andere als koaxial verlief. Im Gegenteil, an einigen Stellen kommt die Litze auf weniger als einen Millimeter an den äußeren Rand der Guttapercha-Isolierung heran. Und von dort trennte sie nur noch das schlecht isolierende Hanfgeflecht von der die Signalübertragung „gefährdenden“ eisernen Armierung des Kabels. Demnach war ein Versagen des Kabels – früher oder später – wahrscheinlich unvermeidlich. Und Hauptgründe dafür waren Material- und Fabrikationsmängel gepaart mit Schäden, die durch nicht vollständig sachgemäße Lagerung und Transport des Kabels verursacht wurden.
Letztendlich war die Schuldzuweisung an einen Sündenbock jedoch bequem und womöglich sogar ein Segen für das längerfristige Projekt als Ganzes. Denn so konnten die Investoren beruhigt und „bei Laune gehalten“ werden, was eine wichtige finanzielle Voraussetzung für ein Nachfolgeprojekt war. Bis dahin sollte es aber noch sieben lange Jahre dauern. Im April 1861 begann der Amerikanische Bürgerkrieg. Die Menschen, jedenfalls auf der westlichen Seite des Atlantiks, hatten nun andere Sorgen, als ihr Geld in Kabelunternehmungen zu investieren. Der Krieg dauerte bis Juni 1865.

## Dritter Versuch 1865

Flagge der Anglo-American Telegraph Company von 1865

Zeitgenössische Illustration (1865)

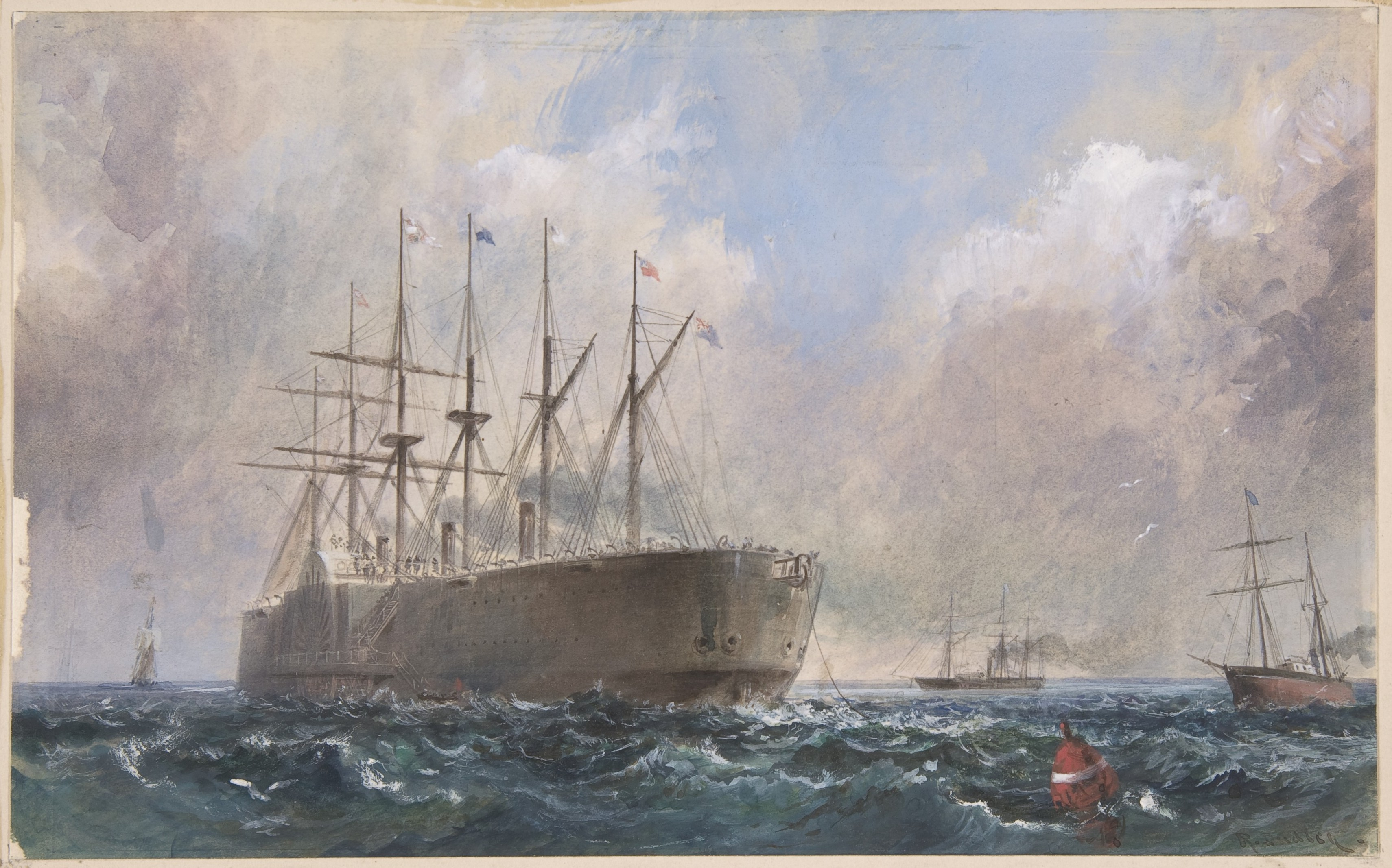
Die Great Eastern, eskortiert von Begleitschiffen, beim Verlegen des Kabels (23. Juli 1865)

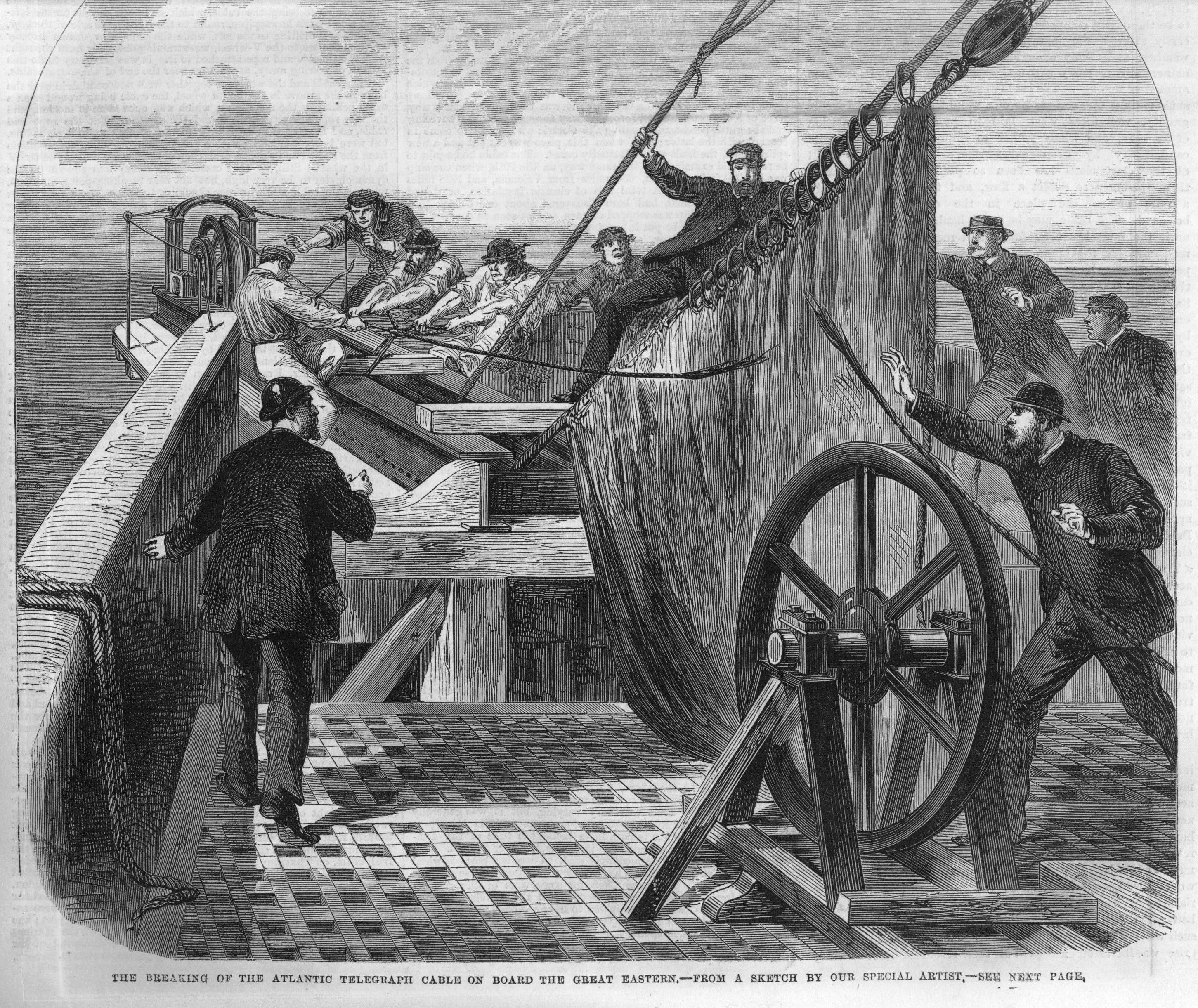
Zeitgenössische Darstellung des Kabelbruchs (1865)

Währenddessen ruhten die Aktivitäten in Europa jedoch nicht. Im Jahr 1865 hatte die Telegraph Construction & Maintenance Company (Telcon) in Greenwich (London) ein neues Kabel hergestellt. Dessen Leiter bestand aus sieben Kupferdrähten der Stärke 18 gauge (≈ 1 mm) und war von vier Lagen Guttapercha umhüllt. Anschließend kam eine Schutzschicht aus gegerbten Jutefasern und schließlich die äußere Armierung. Diese bestand aus zehn massiven Stahldrähten der Stärke 13 gauge (≈ 1,8 mm). Der Küstenabschnitt des Kabels hatte eine weitere Armierung aus zwölf dreifach geflochtenen Drähten (siehe auch: Querschnitt des Küstenkabels von 1865 unter Weblinks). Der Stahl wurde durch die Firma Webster & Horsfall, mit Sitz in Hay Mills, östlich von Birmingham, hergestellt. Dabei kam das erst wenige Jahre zuvor, 1856, in England erfundene und patentierte Bessemer-Verfahren zum Einsatz. Die Produktion geschah im firmeneigenen Werk in Killamarsh in North East Derbyshire, das bis dahin einen Ausstoß von jährlich etwa 400 t hatte. Es war nun beauftragt worden, innerhalb von vierzehn Monaten 1600 t Stahldraht zu fertigen. Dies war der größte Einzelauftrag, den das Unternehmen jemals erhalten hatte, und blieb es für die nächsten hundert Jahre.
Cyrus Field war während der vorherigen rund zehn Jahre mehrfach ins Vereinigte Königreich gereist. In einem Brief vom Mai 1865, von dem ein authentisches Fragment erhalten ist, berichtete er aus London an seinen Bruder Henry nach New York:

“We have now over 2,200 nautical miles of cable completed, and expect to sail the last of June or early in July. All is going well. With love to your wife. I remain, Your affectionate brother, Cyrus W. Field.”

„Wir haben nun über 2200 Seemeilen [gut 4000 km] Kabel fertiggestellt und rechnen damit, Ende Juni oder Anfang Juli in See zu stechen. Alles läuft gut. In Liebe an deine Frau. Ich verbleibe, dein treuer Bruder, Cyrus W. Field.“

Die New York Times brachte dieses Zitat in ihrer Ausgabe vom 2. Juni 1865.
Nach den Vorarbeiten begann die Verlegung des Kabels am 22. Juli 1865 in der Foilhommerum Bay im Südwesten von Valentia Island (22. Juli 1865 Startort). Zur Verfügung stand nun das Segeldampfschiff Great Eastern, mit 211 m Länge damals das mit Abstand größte Schiff der Welt. Es war 1858 als Passagierschiff vom Stapel gelaufen und für das anstehende Unternehmen zum Kabelleger umgebaut worden. Nachdem einer der zuvor fünf Schornsteine und ein Teil der Dampfkesselanlage entfernt worden waren, war es im Gegensatz zu den früheren Schiffen in der Lage, das komplette Kabel aufzunehmen. Dessen Verladung allein hatte fünf Monate gedauert. (Auf vielen zeitgenössischen Darstellungen wird die Great Eastern als Kabelleger falsch mit fünf Schornsteinen gezeigt, statt der korrekten Anzahl von nur noch vier.)
Nachdem ein Kabel von Land bis zur vor der Küste wartenden Great Eastern gezogen und dort mit dem an Bord befindlichen verspleißt worden war, begann die Reise nach Westen am 26. Juli 1865. Die nächsten Tage verlief alles plangemäß und am 2. August fehlten nur noch 606 sm (1122 km) bis zum Zielort Heart’s Content auf Neufundland. Plötzlich trat ein Problem auf. Offenbar hatte sich ein Teil der Armierung gelöst und verursachte einen Kurzschluss. Beim Versuch, den defekten Kabelabschnitt wieder einzuholen, um ihn anschließend an Bord zu reparieren, brach das Kabel. Das Ende fiel in eine Tiefe von mehr als 3500 m. Zwar wurde mehrfach versucht, es mithilfe von Enterhaken an langen Tauen zu bergen, doch dies misslang. Ein weiterer Fehlschlag war zu verkraften. Enttäuscht trat die Besatzung der Great Eastern die Rückreise an.

## Vierter Versuch 1866

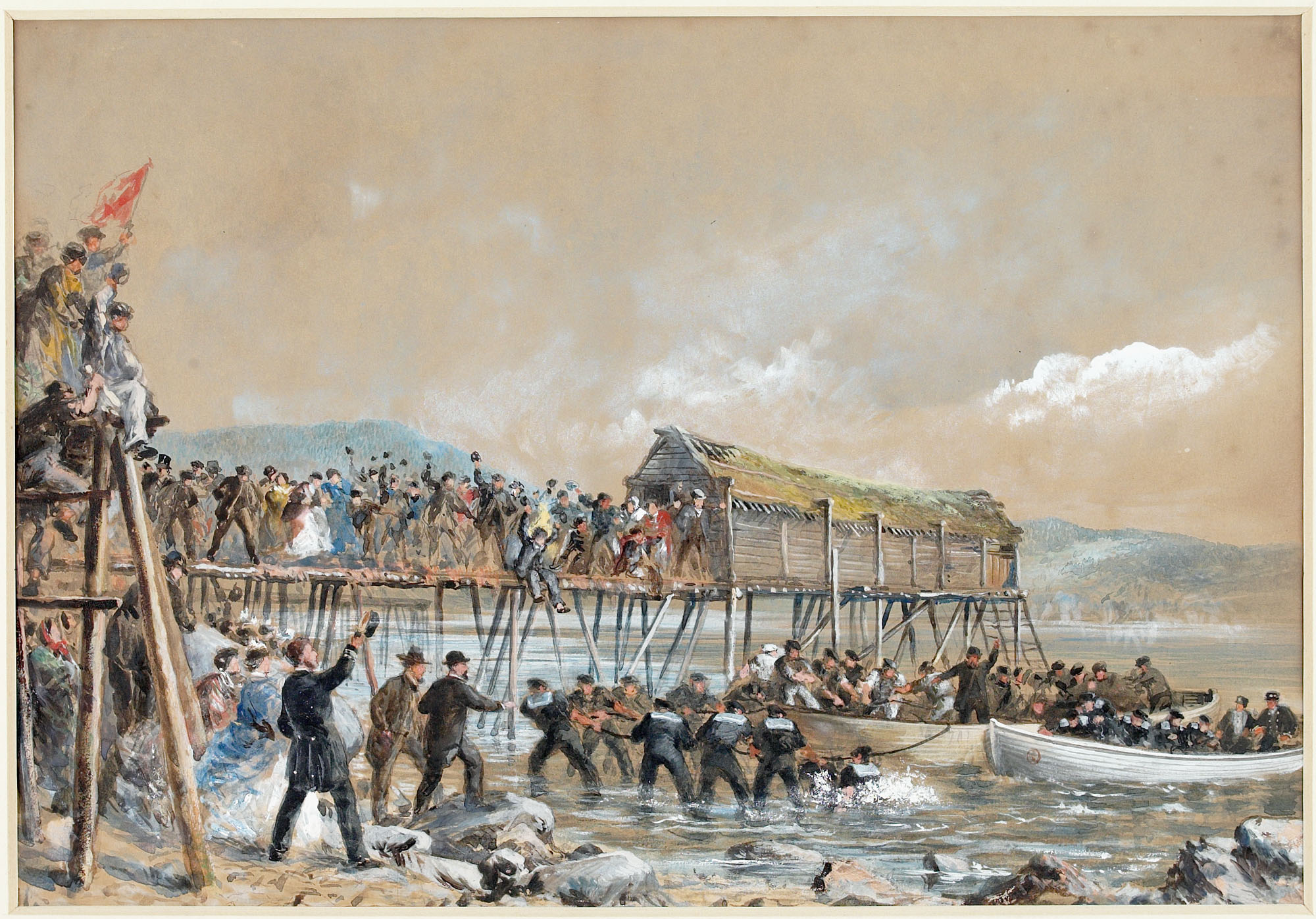
Anlandung des Kabels (1866)

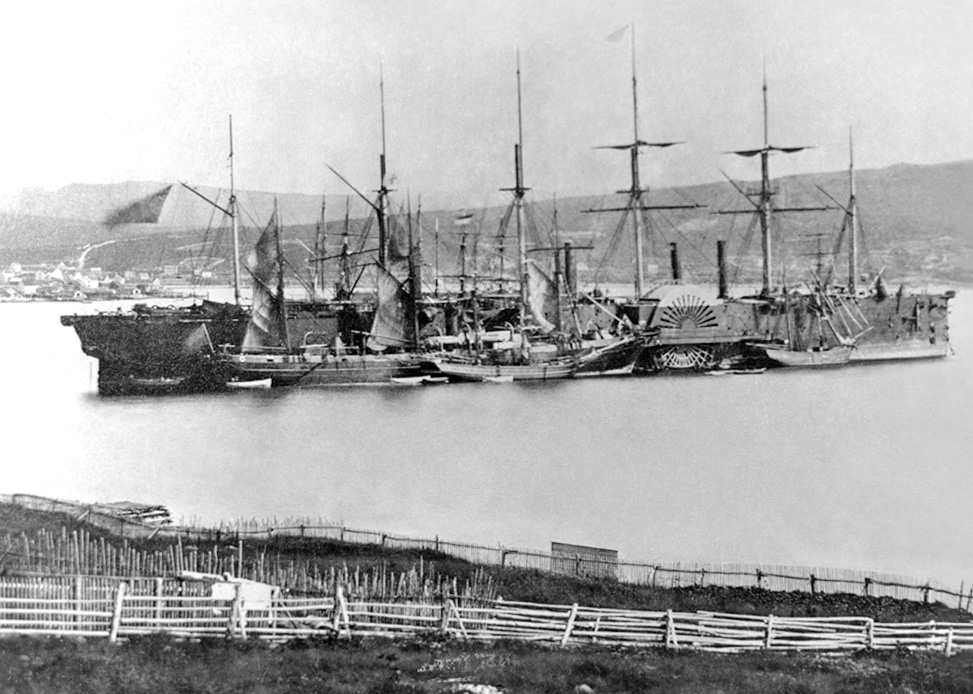
Die Great Eastern in Heart’s Content (1866)

Am Freitag, den 13. Juli 1866, startete die Great Eastern ein weiteres Mal von Irland aus und erreichte ihr Ziel auf Neufundland nach genau zwei Wochen am 27. Juli. Im letzten Schritt wurde das Kabel von Bord des Schiffes bis an Land gezogen. Dort hatte man ein hölzernes Gebäude errichtet, die Heart’s Content Cable Station. Wie sich zeigte, war es endlich gelungen, erstmals eine dauerhaft funktionierende Kabelverbindung zwischen der „alten“ und der „neuen Welt“ einzurichten.
Das erste offizielle Telegramm wurde am 28. Juli 1866 empfangen.
Gut einen Monat später, am 31. August, konnte das ein Jahr zuvor, 1865, verlorengegangene Kabel wiedergefunden und aus nahezu 4 km Tiefe an die Oberfläche hochgezogen werden. Auf Hoher See wurde es verlängert und ebenfalls bis nach Heart’s Content gezogen. Ab dem 8. September 1866 standen damit zwei unabhängig funktionierende Telegrafenverbindungen zwischen Neufundland und Irland zur Verfügung.

## Weitere Verlegungen

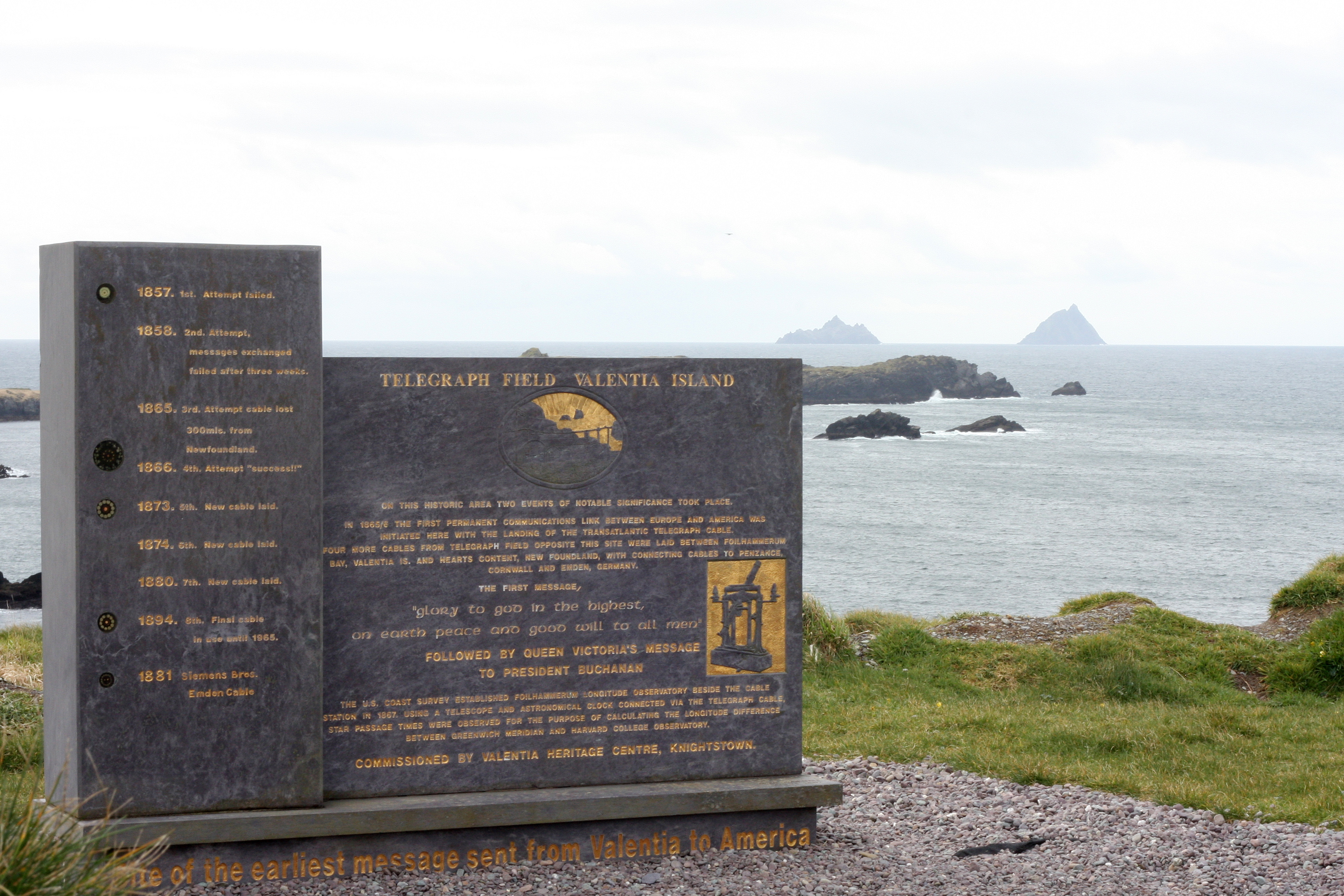
Gedenktafel aus lokalem Schiefer am Ort der ersten Verlegung auf Valentia Island

In den Jahren 1873, 1874, 1880, 1881 und 1894 wurden weitere neue Kabel erfolgreich verlegt, darunter eins (1881) unter der Regie von Siemens, das bis Emden weiterlief. Das „finale“ Kabel von 1894 blieb bis 1965 erfolgreich in Betrieb.

### Bilder
- Zeitgenössische Karte vom 5. August 1857
- Querschnitt des Küstenkabels von 1865
- Zeichnung der Great Eastern

### Hintergrund
- Atlantic Telegraph Cables Trail. In: CableHistory.org. (englisch, die historischen Orte an Irlands Westküste).
- Cyrus West Field. In: Atlantic-cable.com. 30. Dezember 2019 (englisch, mit zahlreichen Fotos).
- Atlantic Cables of 1858, 1865, 1866. In: Atlantic-cable.com. 3. April 2013 (englisch, Vergleich der unterschiedlichen Kabel).

### Videos
- The Transatlantic Cable. In: YouTube-Video. 1. Mai 2020 (englisch, 3′55″).
- Matthew Connell: The first Atlantic submarine telegraph cable. In: YouTube-Video. 6. April 2009 (englisch, 5′14″).
- The Transatlantic Telegraph Cable. In: YouTube-Video. 26. Juli 2017 (englisch, 14′51″).
- Atlantic Telegraph Cables Trail. In: YouTube-Video. 21. April 2023 (englisch, 38′53″).